# Ophélie David
Ophélie David nata Ofélia Rácz (Cucq, 6 luglio 1976) è un'ex sciatrice alpina e sciatrice freestyle ungherese naturalizzata francese.
Nel suo palmarès nel freestyle vanta, tra l'altro, un titolo mondiale, tre Coppe del Mondo generali e sette di specialità.

## Biografia
È figlia del cestista János Rácz, a sua volta atleta di alto livello.

### Stagioni 1992-1996
Gareggiando nello sci alpino per la nazionale ungherese, debuttò in campo internazionale in occasione dei Mondiali juniores di Maribor 1992; ai XVII Giochi olimpici invernali di Lillehammer 1994, sua prima presenza olimpica, non concluse né lo slalom speciale né la combinata.
Disputò la sua ultima gara di Coppa del Mondo il 28 gennaio 1996 a Saint-Gervais-les-Bains, senza qualificarsi per la seconda manche dello slalom speciale in programma; ai successivi Mondiali della Sierra Nevada, sua unica presenza iridata, fu 36ª nella discesa libera e 16ª nella combinata. Si congedò dallo sci alpino disputando una gara FIS a Valfréjus il 10 aprile dello stesso anno.

### Stagioni 2003-2006
Dopo aver assunto la nazionalità francese, nel 2002 ha iniziato a gareggiare nel freestyle, nella specialità dello ski cross. In Coppa del Mondo ha esordito  il 30 novembre 2002 a Tignes (4ª) e ottenuto la prima vittoria, nonché primo podio, il 7 gennaio 2004 a Les Contamines; in quella stessa stagione 2003-2004 si è aggiudicata la sua prima Coppa del Mondo di ski cross con cinque podi e tre vittorie.
Ha esordito ai Campionati mondiali nella rassegna iridata di Ruka 2005, vincendo la medaglia di bronzo; anche in quella stagione 2004-2005 ha vinto la coppa di cristallo di specialità, con quattro podi e due vittorie, ed è stata 2ª nella classifica generale con 13 punti di distacco dalla vincitrice, la cinese Nina Li, mentre nel stagione 2005-2006, oltre alla sua terza Coppa di ski cross, la sciatrice franco-magiara si è aggiudicata anche la Coppa del Mondo generale, dopo aver totalizzato cinque podi e due vittorie e aver ottenuto 8 punti in più della seconda classificata, l'austriaca Karin Huttary.

### Stagioni 2007-2010
Nel 2007 ai Mondiali di Madonna di Campiglio ha conquistato la medaglia d'oro e in Coppa del Mondo ha aggiunto al suo palmarès un'altra Coppa di specialità, grazie anche ai tre podi stagionali (una vittoria); nel 2008 ha vinto per la seconda volta in carriera sia la Coppa del Mondo generale (con 10 punti di vantaggio sull'australiana Jacqui Cooper), sia quella di ski cross, con sei podi (tutte vittorie).

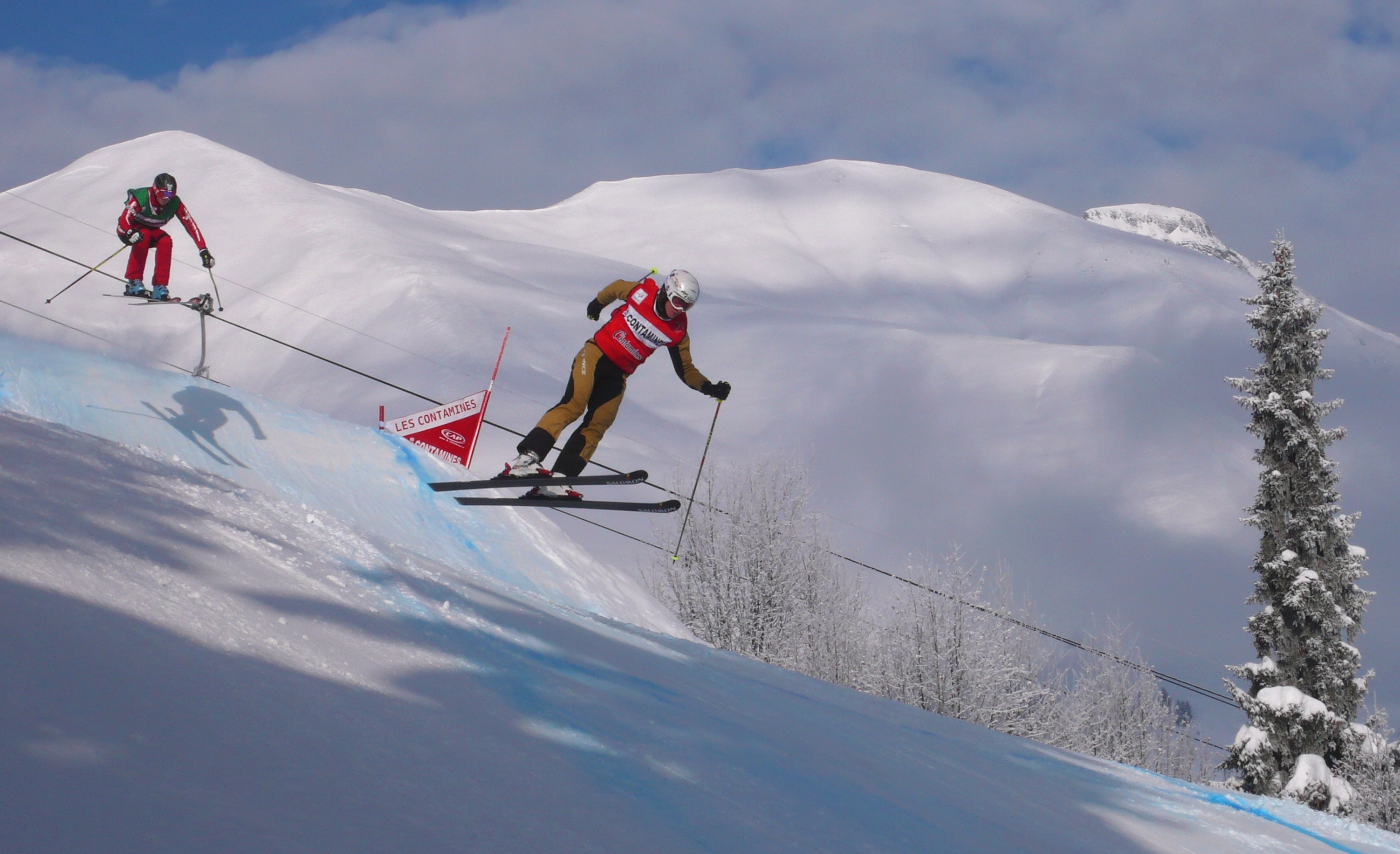
Ophélie David in gara a Les Contamines nel 2010; alle sue spalle Ashleigh McIvor

Il 2009 è stato l'anno dei Mondiali di Inawashiro, dove si è classificata 7ª, e della terza accoppiata Coppa del Mondo generale-Coppa del Mondo di specialità; nella classifica assoluta ha superato la statunitense Hannah Kearney di 15 punti e i suoi podi stagionali sono stati otto, con sei vittorie. Ai XXI Giochi olimpici invernali di Vancouver 2010, suo esordio olimpico nello ski cross, è stata 9ª e nella stessa stagione in Coppa del Mondo ha vinto la sua settima coppa di cristallo di specialità ed è stata 2ª nella classifica generale, con otto podi (due le vittorie) e 6 punti in meno della vincitrice Li.

### Stagioni 2011-2018
Allenata dal 2010 da Romuald Licinio, nel 2011 la David ha preso parte ai Mondiali di Deer Valley piazzandosi 11ª, mentre nel 2012 in Coppa del Mondo è stata 2ª nella classifica di specialità (con cinque podi e una vittoria), così come nel 2013 (quattro podi, una vittoria). Ai Mondiali di Oslo/Voss 2013 ha vinto la medaglia di bronzo.
Ai XXII Giochi olimpici invernali di Soči 2014 è stata 4ª e nella stessa stagione in Coppa del Mondo è stata 3ª nella classifica di specialità, mentre nel 2015 ai Mondiali di Kreischberg si è aggiudicata la medaglia d'argento. Quell'anno in Coppa del Mondo, per la prima volta dal 2004, ha chiuso la stagione senza vittorie, pur ottenendo comunque quattro podi; ha conquistato l'ultimo podio nel massimo circuito internazionale il 25 febbraio 2017 a Sun Valley (3ª) e si è ritirata al termine della stagione seguente.

## Palmarès

### Freestyle

#### Mondiali
- 4 medaglie:
  - 1 oro (ski cross a Madonna di Campiglio 2007)
  - 1 argento (ski cross a Kreischberg 2015)
  - 3 bronzi (ski cross a Ruka 2005; ski cross a Oslo/Voss 2013; ski cross a Sierra Nevada 2017)

#### Coppa del Mondo
- Vincitrice della Coppa del Mondo nel 2006, nel 2008 e nel 2009
- Vincitrice della Coppa del Mondo di ski cross nel 2004, nel 2005, nel 2006, nel 2007, nel 2008, nel 2009 e nel 2010
- 64 podi (tutti nello ski cross):
  - 26 vittorie
  - 17 secondi posti
  - 21 terzi posti

##### Coppa del Mondo - vittorie
| Data             | Località              | Paese       | Specialità |
| ---------------- | --------------------- | ----------- | ---------- |
| 7 gennaio 2004   | Les Contamines        | Francia     | SX         |
| 31 gennaio 2004  | Špindlerův Mlýn       | Rep. Ceca   | SX         |
| 12 marzo 2004    | Sauze d'Oulx          | Italia      | SX         |
| 25 ottobre 2004  | Saas-Fee              | Svizzera    | SX         |
| 7 gennaio 2005   | Les Contamines        | Francia     | SX         |
| 3 febbraio 2006  | Pec pod Sněžkou       | Rep. Ceca   | SX         |
| 11 marzo 2006    | Sierra Nevada         | Spagna      | SX         |
| 16 febbraio 2007 | Inawashiro            | Giappone    | SX         |
| 12 gennaio 2008  | Les Contamines        | Francia     | SX         |
| 20 gennaio 2008  | Kreischberg           | Austria     | SX         |
| 2 febbraio 2008  | Deer Valley           | Stati Uniti | SX         |
| 22 febbraio 2008 | Sierra Nevada         | Spagna      | SX         |
| 9 marzo 2008     | Meiringen-Hasliberg   | Svizzera    | SX         |
| 16 marzo 2008    | Valmalenco            | Italia      | SX         |
| 14 gennaio 2009  | Flaine                | Francia     | SX         |
| 19 gennaio 2009  | Lake Placid           | Stati Uniti | SX         |
| 19 febbraio 2009 | Voss Myrkdalen        | Norvegia    | SX         |
| 24 febbraio 2009 | Branäs                | Svezia      | SX         |
| 12 marzo 2009    | Grindelwald           | Svizzera    | SX         |
| 20 marzo 2009    | La Plagne             | Francia     | SX         |
| 5 gennaio 2010   | Sankt Johann in Tirol | Austria     | SX         |
| 6 marzo 2010     | Branäs                | Svezia      | SX         |
| 16 gennaio 2011  | Les Contamines        | Francia     | SX         |
| 7 gennaio 2012   | Sankt Johann in Tirol | Austria     | SX         |
| 3 febbraio 2013  | Grasgehren            | Germania    | SX         |
| 25 gennaio 2014  | Kreischberg           | Austria     | SX         |

Legenda:

SX = ski cross